# Conrad Ditlev Knuth
Conrad Ditlev lensbaron Knuth (født 20. februar 1730 i København, død 13. september 1805 på Rudbjerggård) var en dansk godsejer, bror til Christian Frederik og Eggert Christopher Knuth. Han var den første baron forlenet med baroniet Conradsborg, oprettet 1743. Baroniet blev solgt 1796 og ophørte dermed, men blev substitueret med et pengefideikommis. Han ejede også Rudbjerggård og Gottesgabe på Lolland.

## Virke
Knuth var søn af Adam Christopher Knuth og Ida Margrethe von Reventlow. Han kom 1740 på det ridderlige akademi i Sorø, blev 1743 auskultant i Højesteret og Kancellikollegiet, fik 2. august 1743 patent som baron af Conradsborg, blev 1746 student, 1748 assessor auscultans i Højesteret og Kancellikollegiet, 1750 virkelig assessor i Kancelliet og Hofretten på Christiansborg og fik samme år sæde i Højesteret, først uden og siden (1755) med votum. Han blev 1757 kammerherre, fik 29. januar 1767 de l'Union parfaite, blev 29. januar 1769 hvid ridder (Symbolum: Vigilantia et candore) og 1776 gehejmeråd.

## Filantropi
Knuth skænkede 1760 en oblatæske til Vetterslev Kirke og 1761 til Vigersted Kirke, 1767 en klokke til Sigersted Kirke. Han stadfæstede 1803 Det Rudbjerggaardske Legat til fattige i Tillise.
Han ægtede 27. april 1757 på Brahetrolleborg Conradine Augusta komtesse Reventlow (født 12. november 1736 på Brahetrolleborg, død 27. september 1809 på Rudbjerggård), datter af Conrad Detlev greve Reventlow og Wilhelmine Augusta af Slesvig-Holsten-Sønderborg-Plön. Sønnerne Adam Christopher Knuth og siden Carl Conrad Gustav Knuth overtog titlen af lensbaron.